# Анфимов, Николай Аполлонович
Николай Аполлонович Анфимов (29 марта 1935, Москва — 29 октября 2019, там же) — советский и российский учёный-механик, специалист в области аэродинамики, теплотехники (аэромеханики, аэрогазодинамики, теплообмена, теплозащиты, наземных испытаний ракет и космических аппаратов, системного проектирования космических транспортных систем), доктор технических наук (1972), профессор, академик РАН (1997).

## Биография
- В 1958 году окончил Аэромеханический факультет Московского физико-технического института по специальности «термодинамика». Начал работать в НИИ тепловых процессов, где прошёл путь от инженера до начальника научного отдела и сформировался как учёный и организатор научных исследований.
- С 1974 года работал в ЦНИИ машиностроения Росавиакосмоса, с 2000 года — директор.
- С 26 декабря 1984 — член-корреспондент АН СССР — Отделение механики и процессов управления.
- С 29 мая 1997 — действительный член РАН — Отделение проблем машиностроения, механики и процессов управления (механика)

В 2000—2008 годах — директор ЦНИИмаш.
Заведующий кафедрой космических летательных аппаратов МФТИ, профессор, член Международной академии астронавтики, Российской академии космонавтики им. К. Э. Циолковского.
Проживал в Москве. Скончался после продолжительной тяжёлой болезни 29 октября 2019 года. Похоронен на Троекуровском кладбище, участок 20.

## Из библиографии
- Основы теории полёта космических аппаратов / В. С. Авдуевский, Б. М. Антонов, Н. А. Анфимов и др. Под ред. д-ра физ.-мат. наук, проф. Г. С. Нариманова и д-ра техн. наук, проф. М. К. Тихонравова. — Москва : Машиностроение, 1972. — 607 с., 2 л. черт., карт. : ил., карт.; 27 см.

## Награды
- Награждён орденами и медалями
- Лауреат Государственной премии СССР (1980)
- Лауреат Государственной премии Российской Федерации в области науки и техники (2002)[4]
- Лауреат премии имени профессора Н. Е. Жуковского за цикл научных работ по радиационной газовой динамике (1969)
- Премия Правительства Российской Федерации имени Ю. А. Гагарина в области космической деятельности (в составе группы, за 2016 год) — за организацию разработки и создания ракетно-космической техники, использования результатов космической деятельности на базе системы космических средств двойного назначения
- Кавалер Ордена Почётного легиона (2003)